# شارنیه

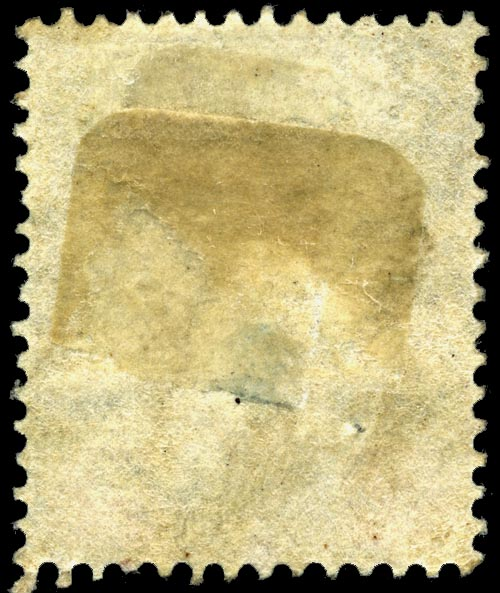
بقایای شارنیه در پشت یک تمبر قابل مشاهده است.

شارنیه چسب کوچک دو طرفه‌ای است که مجموعه‌داران تمبر قبل از تولید آلبوم‌های تمبر امروزی از آن برای چسباندن تمبرها به آلبوم‌ها و دفترهای تمبر که فاقد طلق بودند استفاده می‌کردند. پس از تولید آلبوم‌های تمبر که روکش پلاستیکی محافظ داشتند، استفاده از این چسب‌ها متوقف گردید. تمبرهای خیلی قدیمی، تا زمان رضاشاه و برخی از تمبرهای اولیه محمد رضاشاه شارنیه‌دار هستند. داشتن شارنیه در پشت تمبر از ارزش آن نمی‌کاهد، ولی از نظر قیمت بین ۲۰ تا ۴۰ درصد از قیمت تمبرها، در مقایسه با تمبرهای بدون شارنیه می‌کاهد.